# Tamsalu
Tamsalu (tysk: Tamsal) er en stationsby i landskabet Virland i det nordlige Estland. Byen har et indbyggertal på 2.397 (2024) indbyggere. 